# Bernat Serra

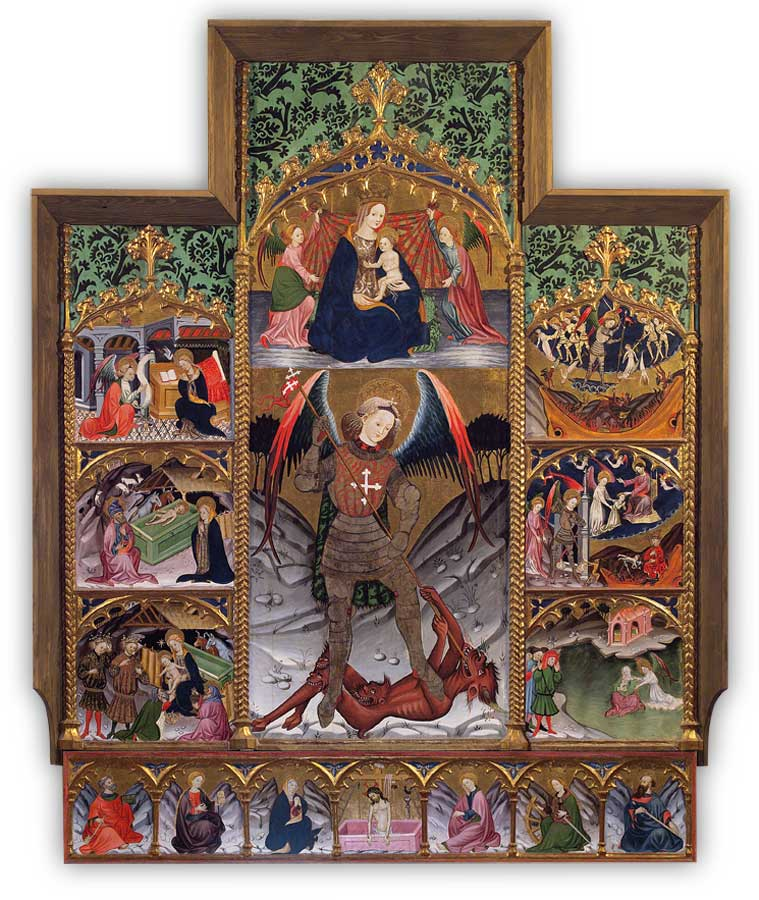
Retábulo de San Miguel Arcángel, 1429/1431, templo e ouro no painel, 292 x 291 cm, Villafranca del Cid, igreja de Santa María Magdalena, da ermida de San Miguel de La Pobla de Bellestar.

Bernardo ou Bernat Serra (fl. 1423-1456) era um pintor de estilo gótico internacional atuante nas regiões de Tortosa e Maestrazgo.

## Biografia e trabalho
Estilisticamente relacionado com Pere Nicolau, após sua chegada a Morella é possível que ele tenha colaborado com Pere Lembrí, com cuja viúva ele contraiu casamento. Com base em Morella, uma filha do casal, Violante, casou-se com Bartomeu Santalínea, membro de uma família de ourives com uma longa tradição na cidade. Morreu em 1456 e foi enterrado na igreja da Égua de Déu de Grácia, em seu próprio enterro e sob um retábulo pintado por ele mesmo.
Perdeu a maioria de seus trabalhos documentados, retendo apenas os retábulos pintados de La Pobla de Bellestar e Cinctorres. Em 11 de abril de 1429, ele contratou o retábulo da capela de São Miguel Arcanjo de La Pobla de Bellestar, hoje preservada na paróquia de Santa María Magdalena de Villafranca del Cid. De três ruas com histórias da lenda de San Miguel, predella e sótão com a Virgem e o Menino entre os anjos, o retábulo foi completado dois anos depois.
O da igreja de Cinctorres, agora conservada na coleção Abelló de Madri, o contratou em 31 de outubro de 1441 com Guiamoneta, viúva de Aparici Blasco. Formada por três mesas, ocupa a parte central da Virgen de la Misericordia, com San Juan Bautista e Arcángel San Miguel nas laterais. Embora a influência fundamental continue a ser a do gótico internacional, manifestada nos fundos dourados e no alongamento das figuras, desenhadas com uma linha grossa, em pequenos detalhes há uma certa abertura para as correntes naturalistas flamengas espanholas, principalmente observáveis na figura de S. Juan